# Košarkaški klub Sutjeska Nikšić
Il K.K. Sutjeska Nikšić è una società cestistica avente sede nella città di Nikšić, in Montenegro. Fondata nel 1950, gioca nel campionato montenegrino.

## Palmarès
- Coppa del Montenegro: 1

2013